# Marc Romboy

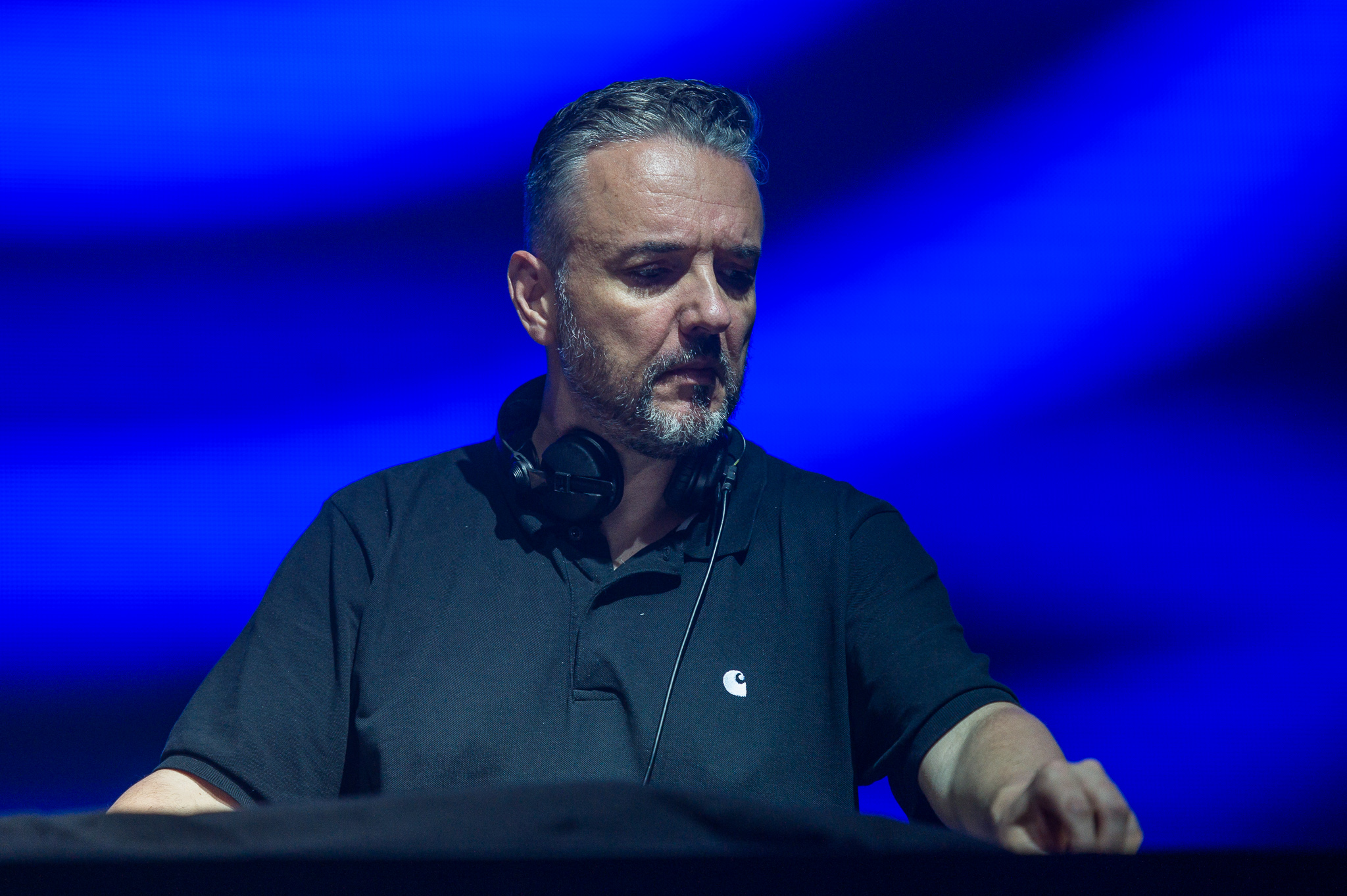
Marc Romboy (2017)

Marc Romboy (de Mönchengladbach) est un producteur de musique allemand, disc jockey et propriétaire de label dans le domaine de la dance et de la musique électronique. Il travaille également sur des projets musicaux divers comme Marc et Claude (avec son partenaire Klaus Derichs).

## Biographie
Il a d'abord travaillé pour plusieurs labels musicaux comme Alphabet City, School Records, Le Petit Prince, T:Classixx und Trackland',' etc.
En 2004, il fonde le label Systematic qui a produit quelques artistes comme Booka Shade, Blake Baxter, Phonique (de) et Martin Landsky.
2006 a vu la sortie de son premier album Gemini, suivi du CD-Mix Picture of Now, fin 2006. En 2008, il sort un nouvel album, Contrast.

## Sources
- (de) Cet article est partiellement ou en totalité issu de l’article de Wikipédia en allemand intitulé « Marc Romboy » (voir la liste des auteurs).